# Mariners du Maine
Pour les articles homonymes, voir Mariners du Maine (homonymie).
Les Mariners du Maine sont une franchise professionnelle de hockey sur glace de l'ECHL basée à Portland dans l'État du Maine aux États-Unis. L'équipe commence ses activités lors de la saison 2018-2019. Tous les matchs à domicile sont disputés au Cross Insurance Arena.

## Historique
En juin 2017, le groupe Comcast Spectator qui gère le Cross Insurance Arena et les Flyers de Philadelphie de la Ligue nationale de hockey font l'acquisition des droits des Aces de l'Alaska, équipe inactive de l'ECHL. Le 15 juin, la ligue approuve la vente et le déménagement de la franchise à Portland dans le Maine. Le président des Flyers, Paul Holmgren, agit à titre de gouverneur de l'équipe alors que Daniel Brière est responsable des opérations quotidiennes de la formation.
En août 2017, l'équipe annonce les cinq finalistes pour le choix du nom de la franchise : les Mariners, les Watchmen, les Lumberjacks, les Puffins et les Wild Blueberries. Le 29 septembre, la formation annonce que le nom retenu est celui des Mariners. Le 29 novembre, le logo et la palette de couleurs des Mariners sont dévoilés.
L'équipe dispute sa première saison en 2018-2019. Elle termine à la 6e position de la division Nord et ne se qualifie pas pour les séries éliminatoires. Elle termine ensuite 4e la saison suivante mais les séries sont annulées en raison de la pandémie de Covid-19. Elle ne dispute pas la saison 2020-2021, toujours à cause de la pandémie, les opérations des six équipes de la division Nord étant suspendues par l'ECHL.
Le 30 juin 2021, les Mariners qui étaient affiliés aux Rangers de New York depuis leurs débuts dans l'ECHL annoncent qu'ils deviennent le club-école des Bruins de Boston à partir de la saison 2021-2022.

## Statistiques
| No | Saison    | PJ | V  | D  | DP | DTB | BP  | BC  | Pts | Classement       | Séries éliminatoires | Entraîneur      |
| -- | --------- | -- | -- | -- | -- | --- | --- | --- | --- | ---------------- | -------------------- | --------------- |
| 1  | 2018-2019 | 72 | 37 | 32 | 2  | 1   | 221 | 247 | 77  | 6e division Nord | Non qualifiés        | Riley Armstrong |
| 2  | 2019-2020 | 62 | 32 | 26 | 3  | 1   | 182 | 186 | 68  | 4e division Nord | Série annulé         | Riley Armstrong |